# Sremska Mitrovica
Sremska Mitrovica (en ciríl·lic serbi: Сремска Митровица pronunciat [srêːmskaː mîtroʋitsa]) és una ciutat i municipi de la província de la Voivodina, a Sèrbia, concretament a la riba esquerra del riu Sava. L'any 2011 la ciutat tenia 41.624 habitants, mentre que el municipi en el seu conjunt comptava amb 79.940 persones. És el centre administratiu del Districte de Sírmia.
La ciutat va ser capital de l'Imperi Romà durant la Tetrarquia, i se l'anomenava gloriosa mare de les ciutats. Així mateix, deu emperadors romans van néixer a la mateixa ciutat o a la rodalia.

## Nom
En serbi, la ciutat és coneguda com a Сремска Митровица o Sremska Mitrovica, en rutè com a Сримска Митровица (Srimska Mitrovica), en croat com a Srijemska Mitrovica, en hongarès com a Szávaszentdemeter o Mitrovica, en alemany com a Syrmisch Mitrowitz, en llatí com a Sirmium, i en turc com a Dimitrofça.
"Sremska Mitrovica" vol dir "Mitrovica de Sírmia" (cal recordar que també existeixen Kosovska Mitrovica i Mačvanska Mitrovica), mentre que el nom de "Mitrovica" prové de "Sant Demetri" (Sveti Dimitrije/Свети Димитрије).
El nom de la ciutat durant el govern de l'Imperi Romà fou Sírmium. A partir del 1180 dC el nom va canviar de "Civitas Sancti Demetrii" a "Dmitrovica", "Mitrovica", i finalment a la forma actual - "Sremska Mitrovica".

## Història

### Antiga Sírmium

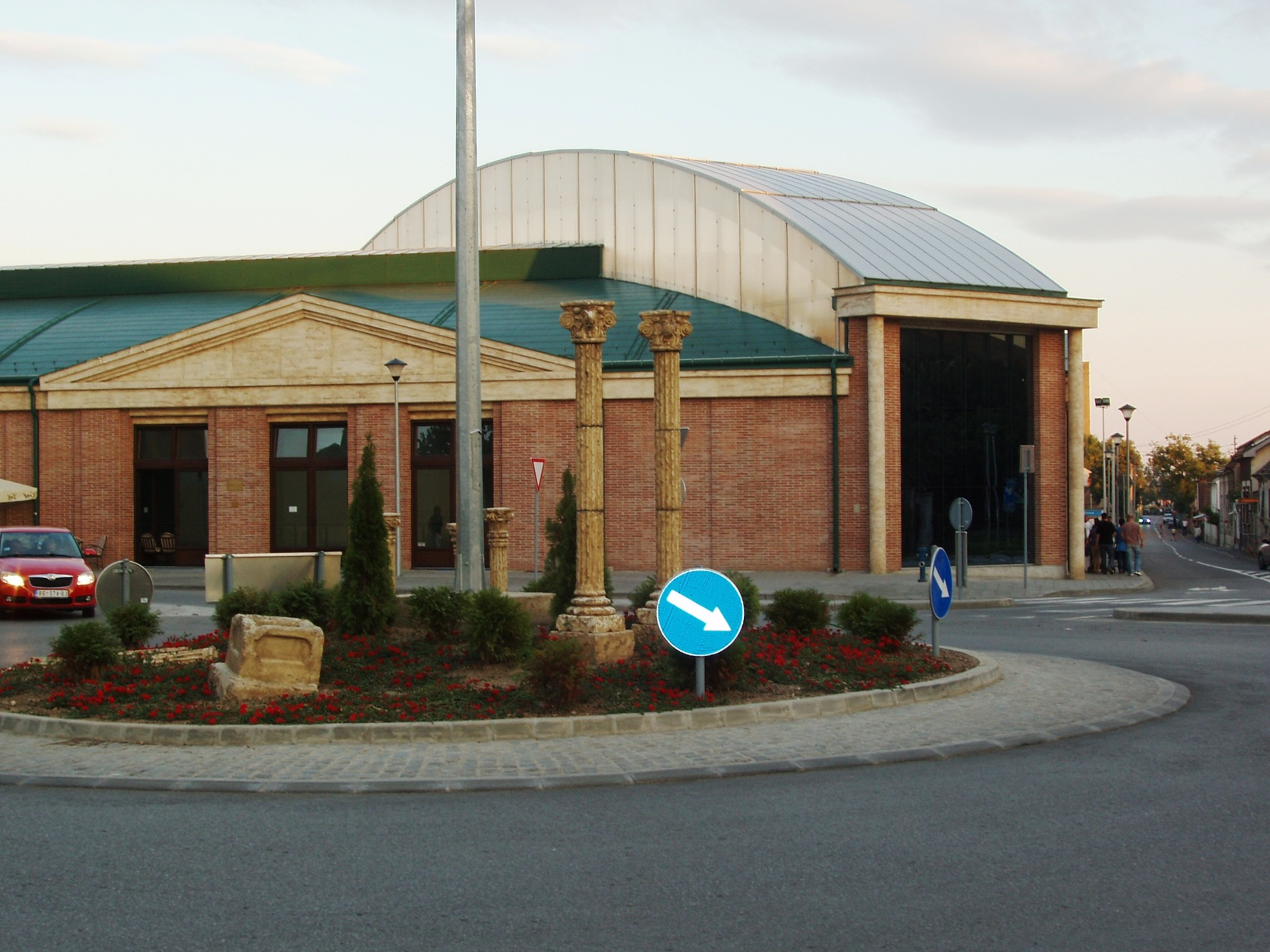
Centre de visitants del Palau Imperial.

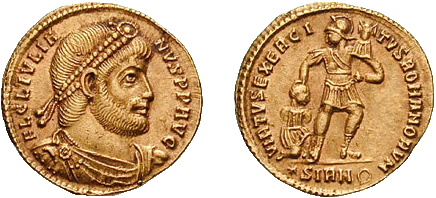
Monedes de Julià encunyades a Sírmium

Sremska Mitrovica és una de les ciutats més antigues d'Europa. Els arqueòlegs hi han trobat restes de vida humana a partir del 5000 aC. En una excavació de la ciutat es van trobar peces de joiera jònica del 500 aC. Quan els romans van conquerir la ciutat el segle i aC, Sírmium ja era un assentament amb una llarga tradició.
Al segle i, Sírmium va aconseguir l'estatus de colònia dels ciutadans de Roma, esdevenint un punt molt important a nivell militar i estratègic a la província de Pannònia. Les expedicions de guerra dels emperadors romans Trajà, Marc Aureli i Claudi II el gòtic van ser preparades des de Sírmium.
L'any 103, Pannònia es va dividir en dues províncies: Pannònia Superior i Pannònia Inferior, i Sírmium va ser escollida capital de la segona. L'any 296, Dioclecià va orquestrar una nova divisió territorial de la Pannònia en la qual, en comptes de les dues províncies preexistents, s'establien fins a quatre províncies: Pannonia Prima, Pannonia Valeria, Pannonia Savia i Pannonia Secunda. Sírmium va convertir-se, aleshores, en capital de Pannonia Secunda.
L'any 293, amb l'establiment de la tetrarquia, l'Imperi Romà va ser dividit en quatre parts i Sírmium es convertia en una de les quatre capitals de l'Imperi Romà, sent les altres tres Augusta dels Trèvers, Mediolanum, i Nicomèdia (avui en dia Trèveris, Milà i Izmit). Durant la tetrarquia, Sírmium era la capital de l'emperador Galeri. Amb l'establiment de les prefectures pretorianes el 318, Sírmium va ser la capital de la prefectura d'Illyricum.
Des del segle iv, la ciutat va esdevenir un important centre cristià, i va ser seu de l'episcopat de Sírmium. Es van realitzar quatre concilis a Sírmium.
Cap al final del segle iv, Sírmium va caure sota influència dels gots i més tard va tornar a ser annexada a l'Imperi Romà d'Orient. El 441, va ser conquerida pels huns, i després d'aquesta conquesta va romandre més d'un segle en mans de diverses tribus bàrbares com els gots i els gèpides. Per un breu període, Sírmium fou el centre de l'Estat Gèpida, i el rei Cunimund hi va encunyar monedes d'or. Després de l'any 567, Sírmium es va tornar a incloure a l'Imperi Romà d'Orient. La ciutat va ser finalment conquerida i destruïda pels àvars l'any 582. En excavacions properes a l'antiga Sírmium s'hi han trobat 11 cinturons daurats d'artesania àvara que daten del segle vi.

### Després de la conquesta àvara
Al final del segle viii, Sírmium pertanyia a l'estat franc. El paper històric de Sírmium va tornar a adquirir importància al segle ix, quan formava part de l'Imperi Búlgar. El Papa Adrià II va atorgar a Sant Metodi de Salònica el títol d'Arquebisbe de Sírmium. Després d'adoptar el cristianisme, els búlgars van reinstaurar l'Episcopat Cristià, tenint en compte les antigues tradicions cristianes i la reputació que tenia la ciutat al món antic.
Al segle xi, Sírmium va ser residència del duc de Sírmia Sermó, vassal de l'emperador búlgaro-macedoni Samuïl. Després del 1018, la ciutat es va reincloure a l'Imperi Romà d'Orient. Des del final del segle xi, Sírmium va ser objecte de disputa entre l'Imperi Romà d'Orient i el Regne d'Hongria fins al 1180, quan els romans d'Orient van renunciar a Sírmium, rendint-se i entregant-la al Regne d'Hongria. Al segle xi, la província romana d'Orient anomenada Tema de Sírmium tenia la capital a la ciutat.
Durant uns anys, al voltant de 1451, la ciutat va ser governada pel dèspota serbi Đurađ Branković. El 1521 la ciutat va caure en mans otomanes, i va viure gairebé dos segles sota domini otomà. Segons el viatger otomà Evliya Celebi, Mitrovica va ser conquerida pel sanjak bosnià Husrev-bey. La ciutat va ser reanomenada pels otomans com a Dimitrofça.
Des de mitjan segle xvi, la ciutat estava poblada majoritàriament per musulmans (abans la majoria era sèrbia). Segons dades de 1566/69 la població de la ciutat estava composta per 592 cases musulmanes i 30 de cristianes. Segons les dades de 1573, la ciutat tenia 17 mesquites i cap església cristiana. Durant l'administració otomana, Sremska Mitrovica era la població més gran de Sírmia, i va ser el centre administratiu del Sanjak de Sírmia.
Amb l'establiment de l'administració dels Habsburg el 1718, la població musulmana va fugir de la ciutat sent reemplaçada per colons serbis, croats i alemanys. Segons dades de 1765, la població de la ciutat era de 809 persones, de les quals 514 eren serbis i 290 catòlics.
Sremska Mitrovica va formar part de la Frontera Militar dels Habsburg (Krajina Eslavona). El 1848/1849, va formar part de la Voivodina Sèrbia, una regió autònoma sèrbia dins de l'Imperi Austríac, però el 1849 va retornar sota l'administració de la frontera militar.
Amb l'abolició de la Frontera Militar a Eslavònia l'any 1881, Sremska Mitrovica va ser inclòs al Comtat de Sírmia, que formava part del Regne de Croàcia-Eslavònia i el Regne d'Hongria de l'Imperi Austrohongarès.

### Després de la Primera Guerra Mundial

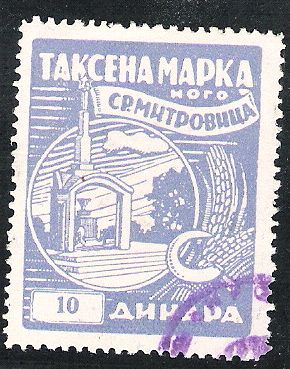
Sremska Mitrovica, segell

L'any 1918 la monarquia austrohongaresa va entrar en col·lapse, passant Sírmia a formar part en primera instància de l'Estat dels Eslovens, Croats i Serbis acabat de formar. El 24 de novembre del mateix any, l'assemblea de Sírmia reunida a Ruma va decidir que la majoria de Sírmia (incloent Mitrovica) s'unís al Regne de Sèrbia. Posteriorment, l'1 de desembre de 1918, el regne de Sèrbia s'unia amb el Regne de Montenegro i l'estat dels Eslovens, Croats i Serbis per formar el Regne dels Serbis, Croats i Eslovens. (reanomenat Iugoslàvia el 1929). Entre 1918 i 1922, Sremska Mitrovica va formar part del comtat de Sírmia, entre 1922 i 1929 de l'Oblast de Sírmia, entre 1929 i 1931 de la Banovina del Drina i entre 1931 i 1941 de la Banovina del Danubi.
Durant la Segona Guerra Mundial, la ciutat va ser ocupada per tropes de l'eix i va ser annexada a l'Estat Independent de Croàcia. En aquesta època la ciutat va passar a anomenar-se Hrvatska Mitrovica (que vol dir "Mitrovica Croata"). A la ciutat s'hi va situar un dels camps de concentració més gran que va existir i on es van assassinar 10.000 víctimes (especialment serbis, jueus i antifeixistes).
A partir del 1944, la ciutat va formar part de la província autònoma de la Voivodina, dins la nova Iugoslàvia Socialista i, a partir de 1945, dins de la República Socialista de Sèrbia. De 1992 a 2003 va formar part de la República Federal de Iugoslàvia, que va ser llavors transformada a la unió estatal de Sèrbia i Montenegro. Avui en dia, forma part de l'estat independent de Sèrbia.

## Llocs habitats

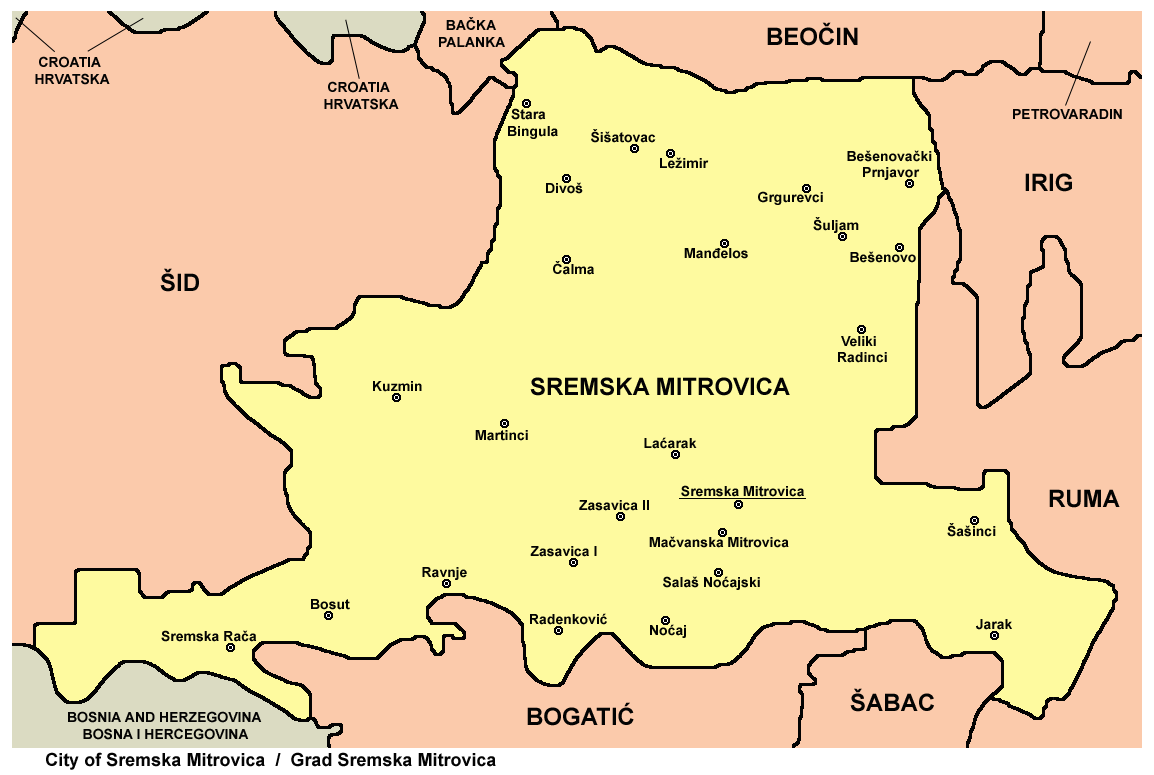
Mapa del municipi de Sremska Mitrovica

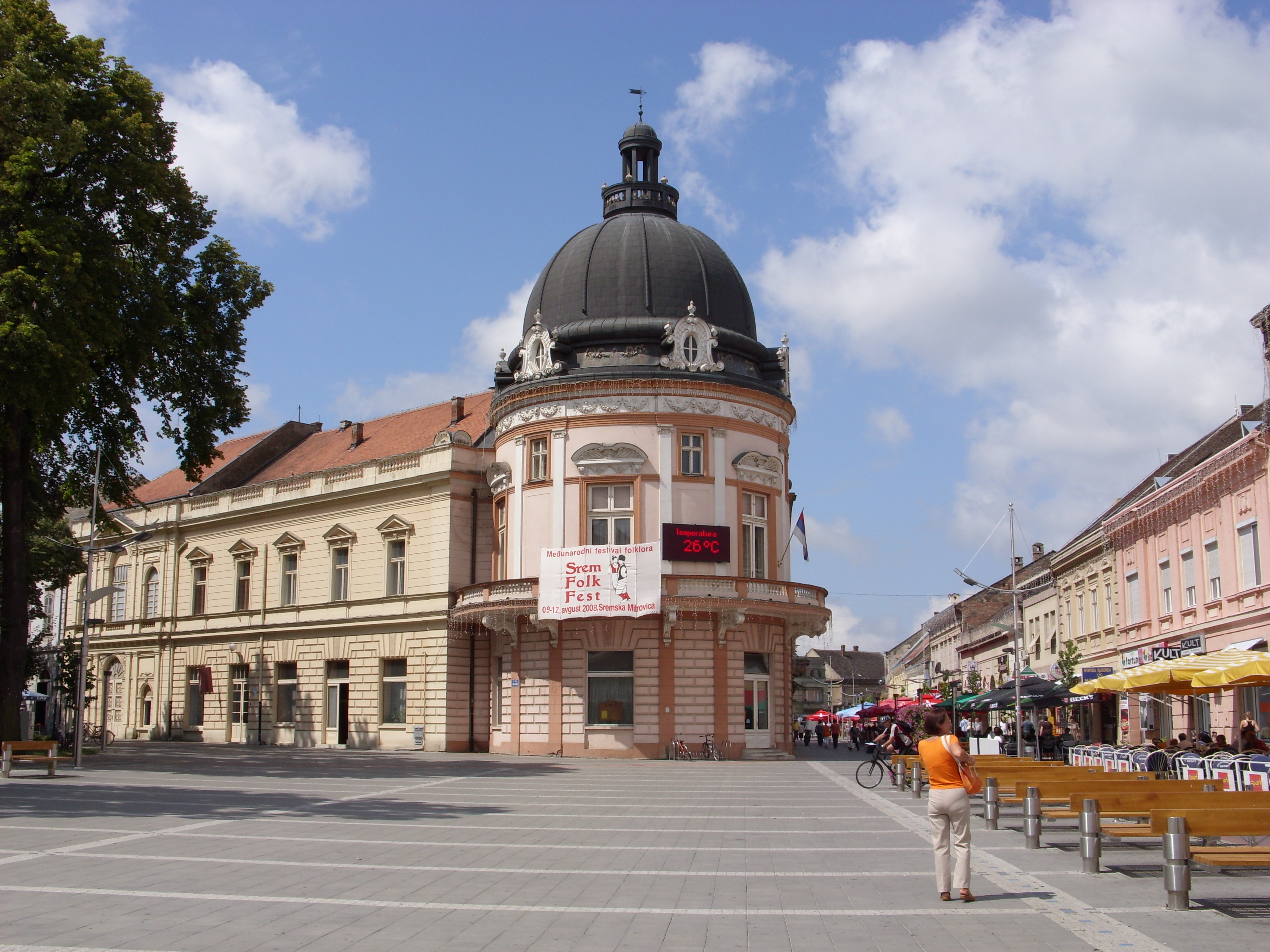
Centre de Sremska Mitrovica

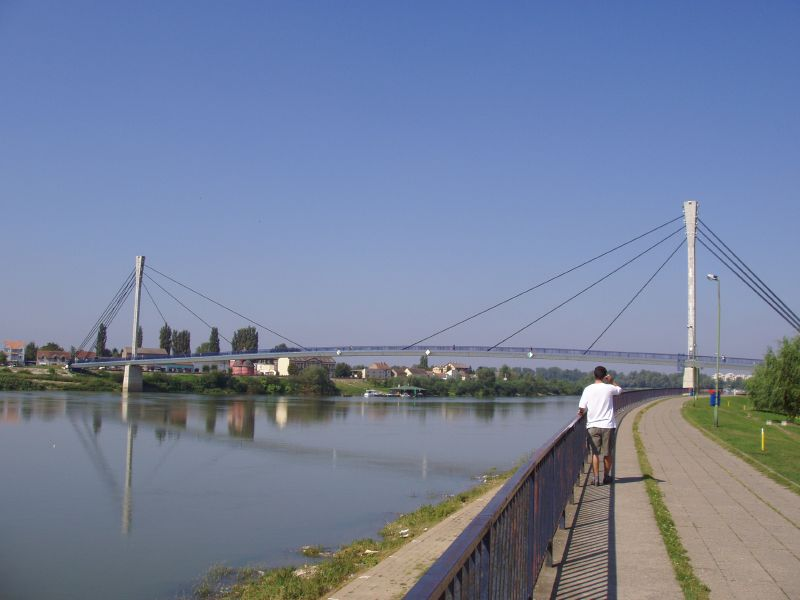
Pont d'Ireneu de Sírmia sobre el riu Sava. És el pont per a vianants més gran de Sèrbia.

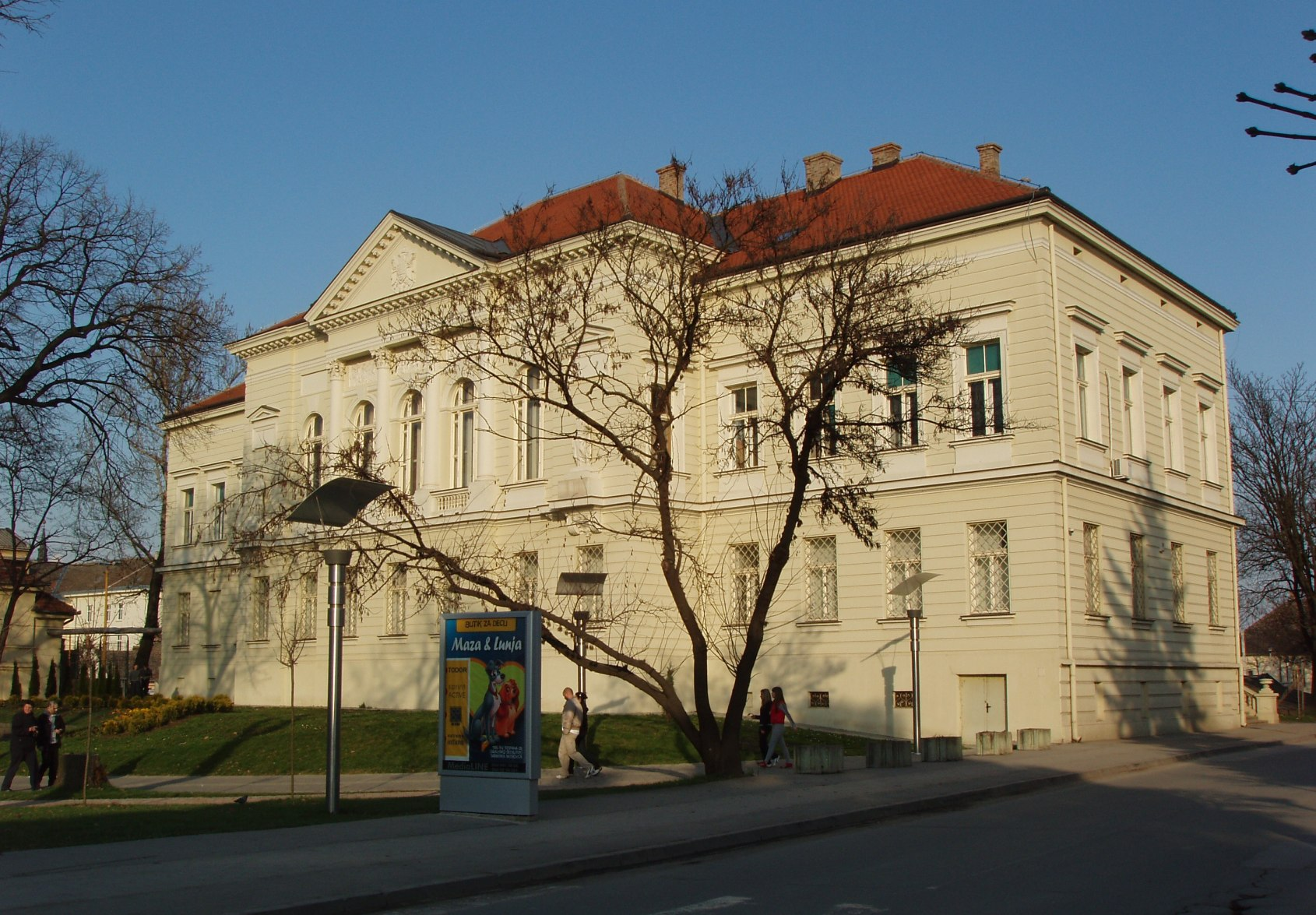
Galeria de la ciutat.

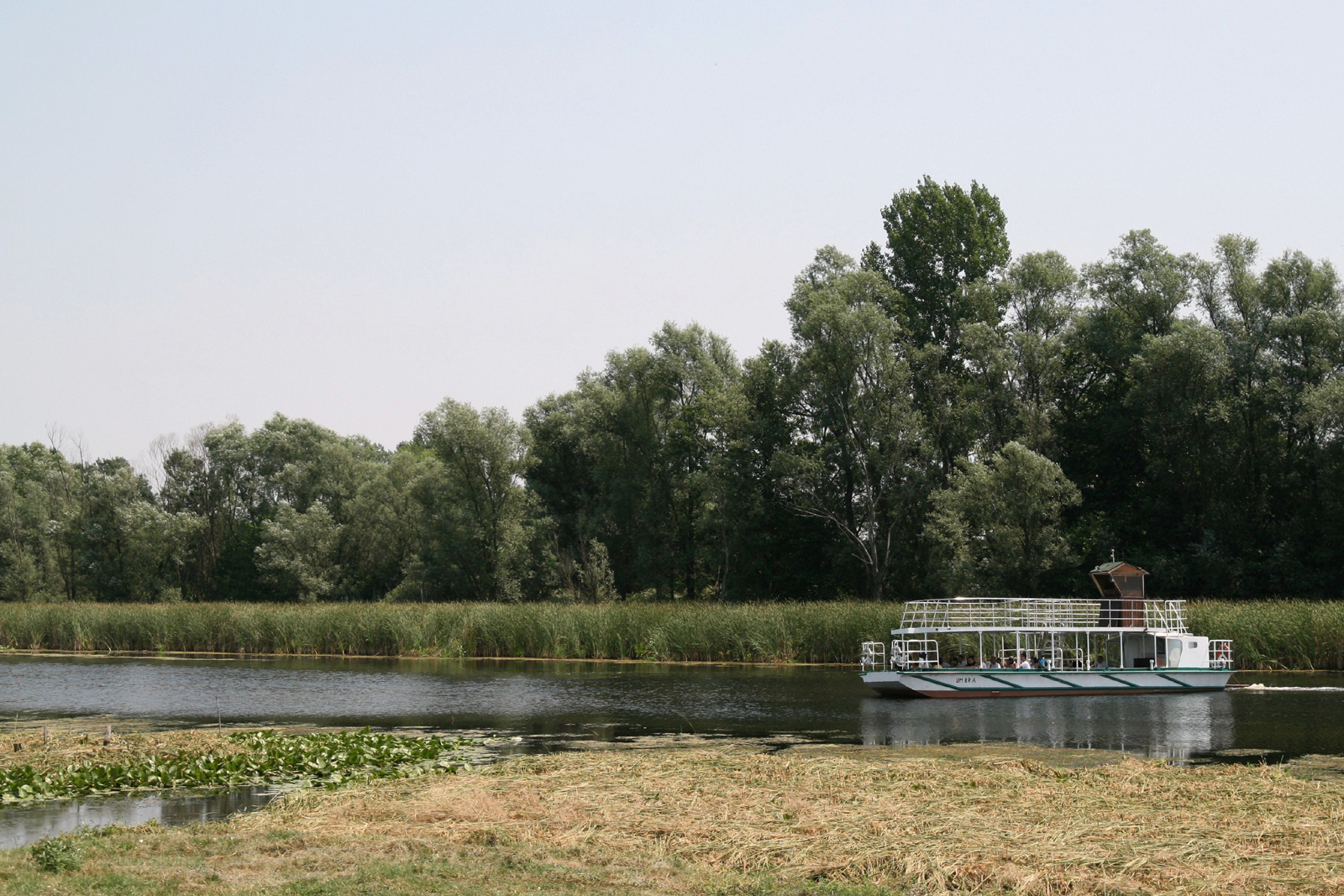
Reserva Natural de Zasavica.

El municipi de Sremska Mitrovica inclou la ciutat de Sremska Mitrovica, la vila de Mačvanska Mitrovica, i diversos pobles, que es detallen a continuació.
Pobles a la riba nord del Sava, a la regió de Sírmia:
- Bešenovački Prnjavor
- Bešenovo
- Bosut
- Veliki Radinci
- Grgurevci
- Divoš
- Jarak
- Kuzmin
- Laćarak
- Ležimir
- Manđelos
- Martinci (en època romana conegut com a Budalia)
- Sremska Rača
- Stara Bingula
- Čalma
- Šašinci
- Šišatovac
- Šuljam

Pobles a la riba sud del riu Sava, a la regió de Mačva:
- Noćaj
- Ravnje
- Radenković
- Salaš Noćajski
- Zasavica I
- Zasavica II

## Demografia (cens de 2011)

### Grups ètnics al municipi
La població de Sremska Mitrovica es compon de:
- Serbis = 69.849
- Croats = 2.112
- Gitanos = 1.194
- Altres (sobretot hongaresos, rutens, ucraïnesos, etc.).

### Poblacions per majoria ètnica
La majoria de les entitats de població del municipi tenen majoria ètnica sèrbia. Stara Bingula, en canvi, té una població ètnicament mixta, si bé de majoria relativa sèrbia.

### Religió
El 2002, la població del municipi de Sremska Mitrovica incloïa 76.290 cristians ortodoxos, 3.935 catòlics, 252 protestants i 106 musulmans. Els cristians ortodoxos de la ciutat formen part de l'Eparquia de Sírmia de l'Església Ortodoxa Sèrbia. Els catòlics pertanyen a la Diòcesi Catòlica de Sírmia, que té la seu a Sremska Mitrovica.

## Arqueologia
A principis dels anys 1970, arqueòlegs americans finançats pel govern dels Estats Units van oferir als ciutadans de Sremska Mitrovica de reconstruir el centre en una altra localització per tal que pogués ser excavat. El govern municipal va rebutjar la proposta immediatament, sota pressió del govern socialista iugoslau.
Durant les obres al nou centre de comerç de Sremska Mitrovica l'any 1972, un treballador va trobar accidentalment un recipient romà, a uns 2m de profunditat, per sobre s'un antic assentament de Sírmium. També es van trobar 33 monedes d'or romanes en un sarró de pell dins de les parets d'una antiga casa romana, probablement els estalvis que una família romana adinerada havia ocultat. D'aquesta troballa en destaquen quatre monedes de l'època de Constantí II, considerades els exemples més valuosos de les darreries de l'Imperi Romà al segle iv. El jove treballador que va fer els descobriments no va ser mai recompensat.

## Esport
- Sirmium Legionaries, club de Futbol Americà. És el primer club de Futbol Americà de Sèrbia.
- FK Srem, club de futbol de Sremska Mitrovica.
- Wing Chun Kung Fu klub Dragon, club de Kung Fu de Sremska Mitrovica.
- KK Val, club de canoes de Sremska Mitrovica.

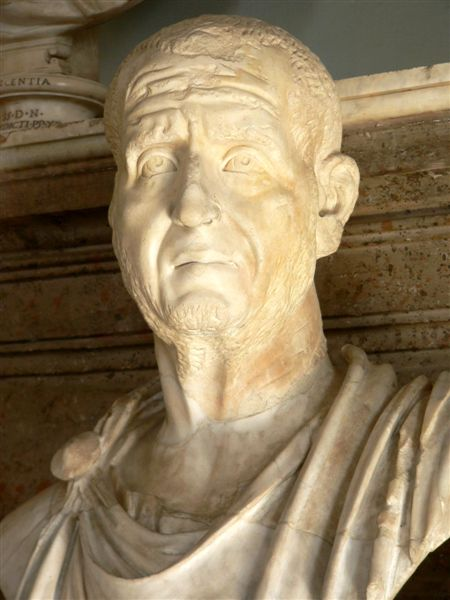
Deci, Emperador romà (249–51), nascut al poble de Budalia

.

## Personatges destacats lligats a la ciutat

### Emperadors romans
Deu emperadors romans van néixer a la ciutat i els seus entorns: 
- Deci (249–51)
- Herenni Etrusc (251-51)
- Hostilià (251-51)
- Claudi II el gòtic (268-270)
- Marc Aureli Quintil (270)
- Luci Domici Aurelià (270–75)
- Marc Aureli Probe (276–82)
- Maximià (285–310)
- Constanci II (337–61)
- Flavi Gracià (367-83)

El darrer emperador de l'Imperi Romà unit, Teodosi I (378–95), va convertir-se en emperador a Sírmium. Els usurpadors romans Ingenu i Regalià també es varen declarar emperadors en aquesta ciutat l'any 260, i molts altres emperadors varen passar un temps a Sírmium, com ara Marc Aureli, que podria haver escrit parts de la seva famosa obra Meditacions a la ciutat.

### Antiguitat clàssica
- Marc Aureli, emperador romà (161-180), va usar Sírmium com a residència entre les campanyes militars pannòniques de 170-180
- Maximí el Traci, emperador romà (235-238), va governar des de la seva residència a Sírmium.
- Herenni Etrusc (251-51), emperador romà nascut a la ciutat
- Hostilià, emperador romà (251) nascut a la ciutat
- Deci, emperador romà nascut al poble de Budalia, a la vora de Sírmium.
- Ingenu, emperador romà (260), es va proclamar ell mateix ambaixador a Sírmium
- Regalià, emperador romà (260), es va proclamar ell mateix ambaixador a Sírmium
- Claudi II, emperador romà (268-270), nascut a Sírmium, va passar-hi la major part de la seva vida.
- Marc Aureli Quintil, emperador romà nascut a la ciutat
- Luci Domici Aurelià, emperador romà nascut a la ciutat
- Marc Aureli Probe, emperador romà nascut a la ciutat
- Maximià, emperador romà (285-310), nascut prop de Sírmium.
- Galeri, emperador romà (305-311), va manar com a Cèsar durant la Tetrarquia des de la seva residència a Sírmium (293-296).
- Flavi Juli Crisp, Cèsar de l'Imperi Romà. Es va proclamar Cèsar a Sírmium l'any 317.
- Flavi Claudi Constantí, Cèsar de l'Imperi Romà. Es va proclamar Cèsar a Sírmium l'any 317.
- Vetranió, emperador romà. Es va proclamar emperador a ell mateix a Sírmium l'any 350.
- Flavi Claudi Constantí, emperador romà (337-361), nascut a Sírmium.
- Flavi Gracià, emperador romà (367-383), nascut a Sírmium.
- Teodosi I el Gran, emperador romà (378-395). Va esdevenir emperador a Sírmium.
- Licini I, prefecte de la Diòcesi de Pannònia amb residència a Sírmium (308-314).
- Apricà, prefecte de la Pannonia Secunda amb residència a Sírmium (355).
- Mesala, prefecte de la Pannonia Secunda (373).
- Petroni Probe, prefecte a Sírmium (374).
- Sext Aureli Víctor, prefecte de la Pannonia Secunda, va escriure una Història de Roma sota l'emperador Julià.
- Lleonci II, prefecte a Sírmium (426).

### Edat mitjana
- Traustila, rei dels gèpides amb residència a Sírmium (473).
- Cunimund, rei dels gèpides amb residència a Sírmium.
- Sermó, duc de Sírmia (segle xi).

### Període Modern
- Seka Aleksić, cantant serbi
- Mira Banjac, actriu sèrbia
- Vaso Čubrilović, historiador serbi
- Mitar Dragutinac, escriptor croat
- Robert Frangeš-Mihanović, escultor croat
- Petar Gburčik, científic serbi
- Pavica Gvozdić, pianista croata
- Nikola Hristić (1818–1911), polític serbi
- Branislav Ivanović, futbolista serbi
- Milan Jovanović Batut (1847–1940), científic serbi
- Siniša Kovačević, autor serbi
- Petar Kralj, actor serbi
- Jelena Krmpotić-Nemanić (1921–2008), metgessa i anatomista croata
- Vladislav Kušan (1904–1985), escriptor croat
- Adalbert Kuzmanović (1863–1911), escriptor croat
- Juraj Lončarević, escriptor croat
- Mileva Marić, científica sèrbia
- Đorđe Marković Koder (1806–1891), escriptor croat
- Petar Milošević (1930–2002), arqueòleg serbi
- Dejan Milovanović, futbolista serbi
- Stjepan Musulin, lingüista i lexicògraf croat
- Milijana Nikolić, mezzo-soprano
- Boško Palkovljević Pinki, Heroi Popular de Iugoslàvia
- Veljko Petrović, poeta serbi
- Igor Pisanjuk (1989), jugador de futbol canadenc
- Ilarion Ruvarac (1832–1905), clergue i historiador serbi
- Mara Švel-Garmišek (1900–1975), escriptora croata
- Dragana Tomašević, llançadora de disc sèrbia
- Zlatko Tomčić, polític croat
- Branislav Vidić, científic serbi
- Slavko Vorkapić, director cinematogràfic i editor serboamericà
- Lazar Vozarević (1925–1968), pintor serbi
- Petar Pismestrović, dibuixant

## Ciutats agermanades
Sremska Mitrovica està agermanada amb: 
- Banja Luka, Bòsnia i Hercegovina[5]